# Atletismo nos Jogos Pan-Americanos de 1975 - Salto em distância masculino
A prova do salto em distância masculino nos Jogos Pan-Americanos de 1975 foi realizada na Cidade do México, México.

## Medalhistas
| Ouro                               | Prata                             | Bronze                       |
| João Carlos de Oliveira BRA Brasil | Arnie Robinson USA Estados Unidos | Al Lanier USA Estados Unidos |

## Resultados
| Posição           | Nome                    | Nacionalidade         | Marca | Notas |
| ----------------- | ----------------------- | --------------------- | ----- | ----- |
| Medalha de ouro   | João Carlos de Oliveira | BRA Brasil            | 8.19  |       |
| Medalha de prata  | Arnie Robinson          | USA Estados Unidos    | 7.94  |       |
| Medalha de bronze | Al Lanier               | USA Estados Unidos    | 7.91  |       |
| 4                 | Milán Matos             | CUB Cuba              | 7.69  |       |
| 5                 | Ronaldo Lobato          | BRA Brasil            | 7.67  |       |
| 6                 | Francisco Gómez         | CUB Cuba              | 7.66  |       |
| 7                 | Rick Cuttell            | CAN Canadá            | 7.65  |       |
| 8                 | George Swanston         | TRI Trinidad e Tobago | 7.44  |       |